# 细枝天门冬
细枝天门冬（学名：Asparagus trichoclados）为天门冬科天门冬属的植物，是中国的特有植物。分布在中国大陆的云南省等地，生长于海拔1,150米至1,350米的地区，多生长于疏林下以及开旷山坡上，目前尚未由人工引种栽培。